# Shanidar
Shanidar (kurd: Şaneder) és un jaciment arqueològic que es troba als contraforts de les muntanyes Zagros (prop del mont Bradost), a la província d'Erbil del Kurdistan iraquià. Es tracta d'una vasta cova situada a 745 m d'altitud, que va ser excavada entre els anys 1950 i 1961 per l'arqueòleg nord-americà Ralph S. Solecki i el seu equip de la Universitat de Colúmbia. Les excavacions van proporcionar les restes de nou neandertals, algunes de les quals, presumptament enterrades intencionalment, datades entre el 60.000 al 44.000 BP (abans del present).
Aquest jaciment és especialment conegut per la «tomba de les flors», anomenada tècnicament Shanidar IV, que va revolucionar la visió que es tenia de la cultura de l'Home de Neandertal.

## Situació i descripció
La cova de Shanidar està situada a uns 120 km al nord-oest del llac Dukan i a uns 15 km (a vol d'ocell) al nord-oest del mont Bradost, al Kurdistan iraquià. La cova es troba a 762 m sobre el nivell del mar.
La cova de Shanidar té 53 m d'amplada per 40 m de profunditat. El seu sostre arriba als 13 m d'alçada.

## El jaciment
La cova va ser excavada en quatre campanyes diferents entre els anys 1951 i 1960. La direcció de l'excavació va anar a càrrec de Ralph Stefan Solecki de la Smithsonian Institution, que va comptar amb la col·laboració d'un equip de la Universitat de Colúmbia i de treballadors kurds. Els treballs van assolir els 14 m de profunditat, però es van haver d'aturar durant molts anys a causa de la inestabilitat política. Aquestes excavacions van cobrir 1/10 part de la superfície total de la cova. Un bust, que es troba al camí que condueix a la cova, recorda a Solecki.
El 2011, el Govern regional del Kurdistan va contactar amb Graeme Barker per a una possible represa dels treballs arqueològics. Les excavacions es van reprendre finalment el 2014 sota la direcció de Tim Reynolds. Aquesta nova campanya d'excavacions s'esté sobre una àrea de 4x4 m, i amplia cap a l'est la rasa de Solecki. Es va triar excavar aquesta àrea perquè és la continuació del lloc on Solecki va trobar les restes de neandertals.

## Seqüència arqueològica
Les capes estratigràfiques de la cova són mosterianes, datades entre 60 000 i 44 000 anys enrere. L'excavació va explorar una seqüència de 14 m de potència amb una estratigrafia amb testimonis d'indústries que van del Paleolític mitjà al neolític primerenc.

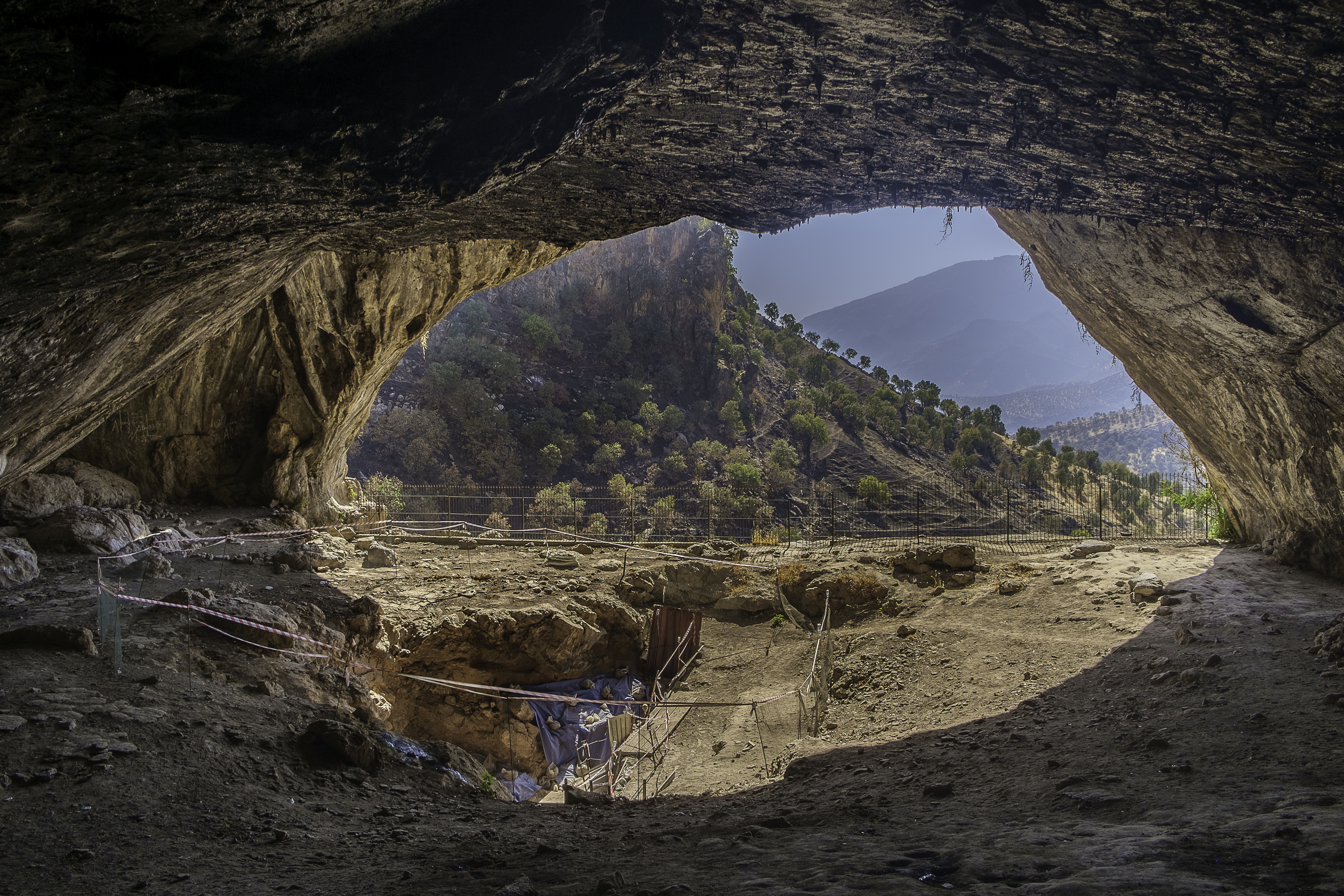
Vista de l'interior de la cova el 2016.

- Capa D: Va lliurar estris mosterians, no levallois,[6] fets de petits còdols fluvials. El testimoni arqueològic d'aquesta capa era ric en rascadors i espigues de tipus mosterià. La fauna associada incloïa restes de cabra, senglar, tortuga, cérvol i cabirol, així com alguns carnívors (llop, guineu, os). Aquesta capa és la que va lliurar les restes de neandertals.
- Capa C: Va lliurar indústria del Paleolític superior (cultura baradostiana, específica de la zona del Zagros kurd)[6] amb cisells i rascadors. Aquesta capa tenia una antiguitat d'aproximadament 33.000-27.000 anys.
- Capa B2: Datada en 10146 aC. Va lliurar una indústria similar a la de Zarzi (indústria del plistocè tardà, del voltant del 12000 aC).[6]
- Capa B1: Corresponia a un neolític primerenc (8 650 aC)[6] i va lliurar material de molta, restes d'ovelles domèstiques, i també un conjunt de tombes amb almenys 26 individus enterrats.[6]

## Les restes de neandertal
La zona excavada va lliurar nou esquelets fòssils de neandertal d'edats diferents, quatre dels quals van aparèixer prou complets. Els individus es designen pel nom del jaciment seguit d'un número. Així doncs els noms van de Shanidar I a Shanidar IX.
Algunes restes van ser descobertes en suposades estructures funeràries intencionals. El jaciment de Shanidar va fer plantejar als prehistoriadors l'existència de ritus funeraris entre els neandertals. La presència controvertida de flors associades al cos Shanidar IV en seria una prova. El testimoni de traces patològiques greus en alguns individus, a més, van demostrar que existia solidaritat entre els membres del grup, ja que aquests individus malalts no podrien haver sobreviscut tots sols.
Shanidar III es troba al Museu Nacional d'Història Natural dels Estats Units, darrere d'una finestra de vidre d'alta seguretat. Les restes fòssils restants es troben al Museu Nacional de l'Iraq, que va ser severament saquejat el 2003. Els motlles es conserven a la Smithsonian Institution.

### Shanidar I

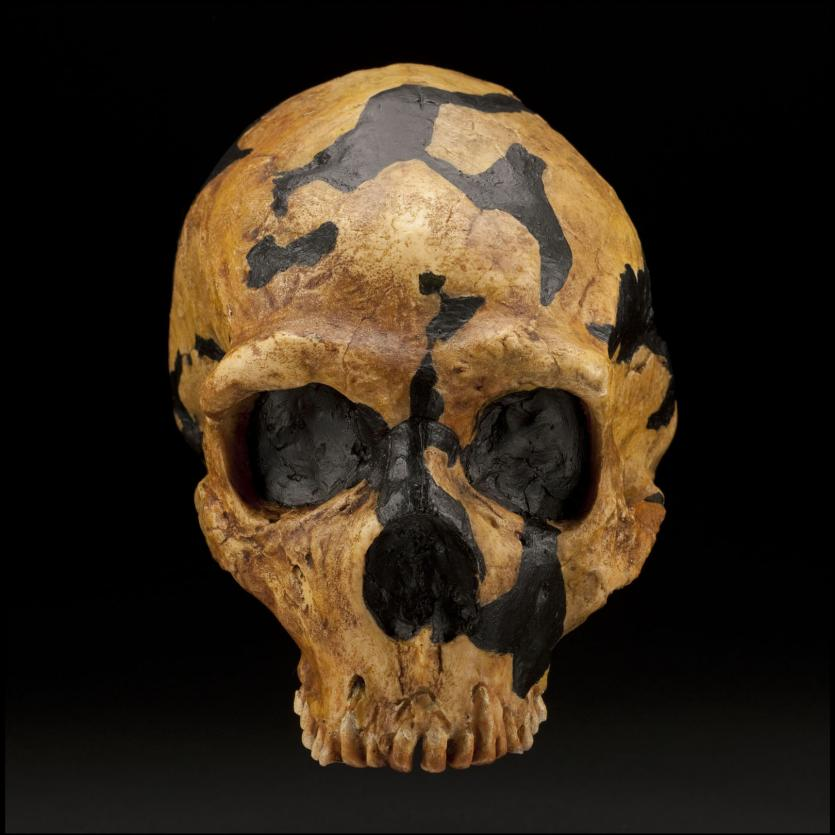
Crani de Shanidar I.

L'individu Shanidar I, anomenat "Nandy" pels seus descobridors, va ser desenterrat el 1957. Trobat a la part superior de la seqüència estratigràfica musteriana datada en 44.000 anys, és un dels quatre esquelets de la cova que s'han conservat relativament complets. Tenia entre 40 i 50 anys quan va morir, que és una edat avançada per a un neandertal. Tenia greus deformitats relacionades amb algun traumatisme que segurament l'incapacitaven i feien la seva vida quotidiana dolorosa. En algun moment de la seva vida, va rebre un cop violent al cantó esquerre de la cara, amb fractura i trencament de l'òrbita. Aquest trauma el va deixar borni. El seu braç dret estava atrofiat, segurament causat per una malaltia congènita, i havia patit fractures en diversos llocs; aquestes fractures es van guarir amb el resultat de la pèrdua de la mà i l'avantbraç. La seva ferida del braç va causar a l'individu paràlisi en els membres inferiors del seu costat dret, causant deformitats a les cames i als peus. Segurament caminava molt lentament i amb molta coixera.
Totes aquestes ferides se les va fer molt abans de morir, ja que van tenir temps de curar-se. Gràcies a Shanidar I es va deduir que els neandertals cuidaven els seus malalts i els ancians del grup, mostra d'un esperit solidari. Shanidar I no és l'únic individu del jaciment, ni d'altres jaciments amb restes similars, que presenta lesions curades.

### Shanidar II
Shanidar II és un home adult el crani i els ossos del qual van aparèixer aixafats. Aquest fet va indicar als investigadors que va morir esclafat per un bloc de roca que hauria caigut dins de la cova.
Sembla que Shanidar II va ser objecte d'un ritual de comiat: es va trobar una petita pila de pedres a la tomba amb algunes puntes de pedra treballades en sílex. A més, es va encendre un gran foc al costat de la tomba, amb un gran nombre d'ossos d'animals trencats, que fan pensar en un funeral acompanyat de menjar. També sembla que s'hi va produir i consumir alcohol: les llavors que es trobaven a prop de la tomba es van col·locar en cavitats per fermentar i produir una beguda alcohòlica rudimentària.

### Shanidar III

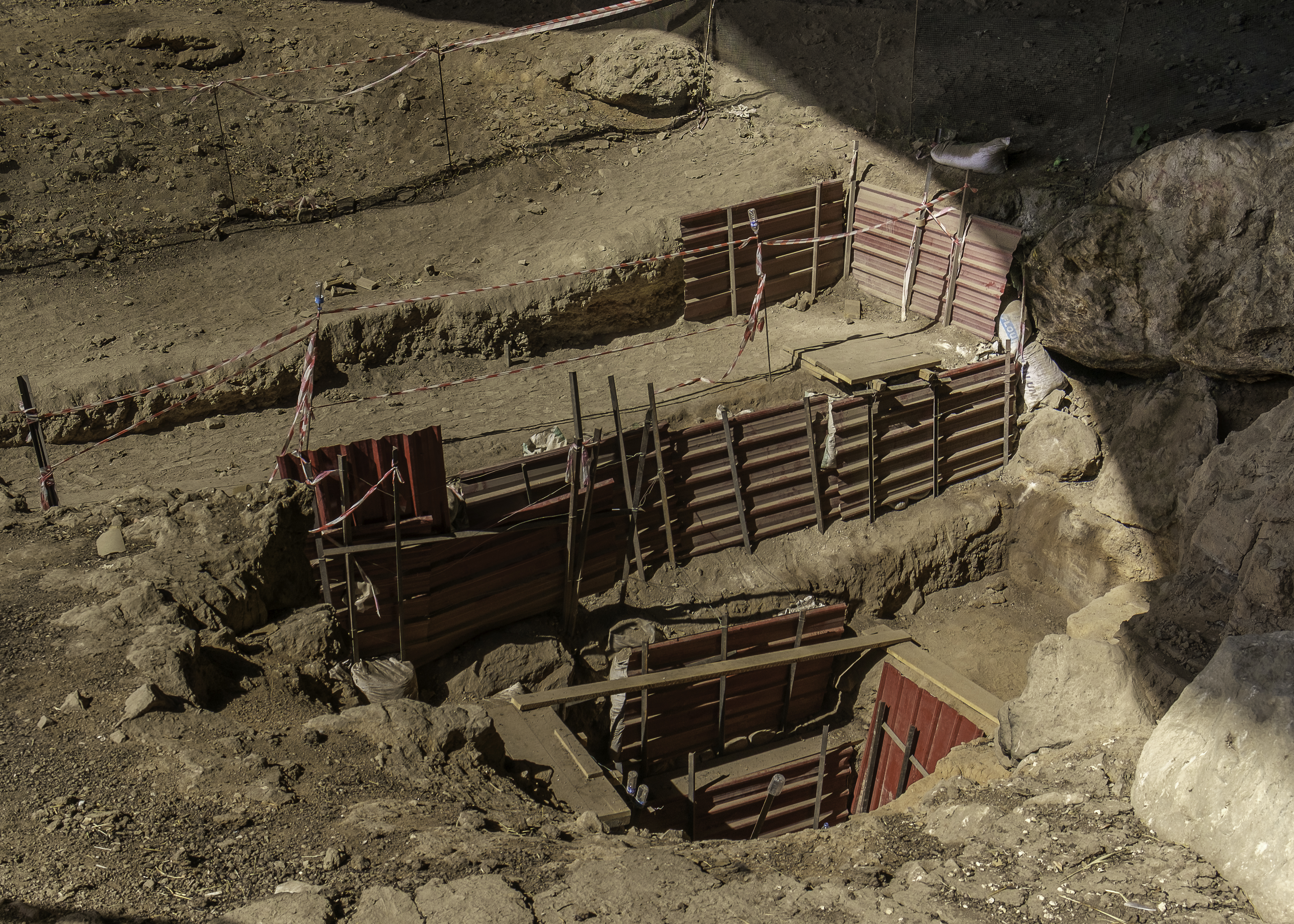
Excavacions a Shanidar (2016).

Shanidar III és un altre adult de sexe masculí. El van trobar el 1957 a la capa D1, a prop de la part superior de la seqüència musteriana i una mica per sota de les mostres de carboni-14 que van donar una datació de 46.900 ± 1.500 - 50.600 ± 3.000. La seva exhumació es va completar el 1960.
Es calcula que tenia al voltant de 41 o 42 anys quan va morir; l'edat es va calcular mitjançant l'anàlisi histomorfomètrica de l'os cortical. El seu cos estava estirat amb les cames plegades sobre el pit. Li havien col·locat unes grans roques al costat dret. Conservava les vèrtebres i les costelles amb prou bon estat, i alguns elements postcranials es trobaven alterats probablement degut a la caiguda de roques.
Shanidar III també patia una malaltia degenerativa de les articulacions al peu dret (articulació N 2 i talocalcànica), que li dificultava els moviments i li causava dolor. Tenia una ferida profunda al costat de la temporada 9a costella esquerra, parcialment curada, i una marca a la 8a esquerra (probablement causada per l'objecte que havia lesionat la costella veïna). Aquesta ferida li va afectar, almenys, la pleura parietal i en el recés costo-diafragmàtic. No hi ha cap signe d'infecció, i si li van perforar la pleura, potser hauria pogut sobreviure a la seva lesió. Tenint en compte el grau de desenvolupament del call ossi, l'individu va morir aproximadament dos mesos després de lesionar-se.
No hi ha cap certesa sobre la causa de la seva mort. ni si va ser enterrat amb ritual.

### Shanidar IV (la tomba de les flors)
Van trobar el cos de Shanidar IV el 1960 en una zona situada a 15 m dins de la cova. Les seves restes van aparèixer barrejades amb els ossos de Shanidar VI, a 7,57 m de profunditat, és a dir, aproximadament 2 m per sota dels neandertals I, III i V. Per tant, és més antic que aquests altres fòssils. La seva datació és menys precisa, però probablement el van enterrar fa més de 50.000 anys.
Aquest esquelet d'un home adult de 30 a 45 anys estava descansant estirat sobre la seva banda esquerra, en una posició doblegada. La seua setena o vuitena costella dreta hi tenia la marca d'una fractura.
De tots els esquelets fòssils que es van trobar a la cova, Shanidar IV és el que millor reflectia l'existència d'un ritual funerari.
Durant el seu descobriment, es van recollir mostres de terra al voltant del cos per a buscar qualsevol traça de pol·len que pogués ajudar a reconstruir el paleoclima. Quan la paleopalinòloga Arlette Leroi-Gourhan, que ja havia analitzat les primeres mostres de les excavacions el 1961, va examinar les de Shanidar IV el 1968, tres d'elles van mostrar resultats fora del comú. Aquestes tres mostres s'havien pres just sota l'esquelet i contenien pol·len de flors que no s'havia dipositat de manera dispersa o aleatòria, ja que en el seu moment havien estat flors senceres. Les mostres van demostrar que hi havia hagut originalment una gran concentració de flors (de desenes a centenars), úniques en tot el jaciment. Les mostres contenien encara algunes anteres de flors i almenys el testimoni pol·línic de vuit espècies diferents. Els autors van deduir que no era possible imaginar que els ocells o els rosegadors poguessin ser els autors d'aquests resultat obtinguts i només els va quedar una interpretació possible: les flors havien estat dipositades en aquella tomba de manera intencionada pels mateixos companys del mort. Per a Arlette Leroi-Gourhan i altres investigadors, aquesta troballa demostrava que l'organització de la collita i l'elecció de les plantes implicava també l'existència entre els neandertals d'un llenguatge més desenvolupat del que s'havia cregut fins llavors.

Les flors en qüestió eren l'aquil·lea, l'herba cana de flors grogues (Senecio glaucus de la subespècie coronopifolius), la centàurea (Centaurea solstitialis), una petita planta amb flors blaves de la família de les asparagàcies (Muscari sp.), l'efedra (tipus Ephedra altissima) i una espècie de malva (Althea sp.). Totes aquestes espècies tenen flors relativament petites però de colors vius, a excepció de l'efedra, la presència de la qual s'ha interpretat com a resultat d'un llit vegetal, ja que és un arbust de branques flexibles. La seva presència va permetre de determinar l'època de l'any en que l'individu va ser enterrat: entre finals de maig i principis de juliol.

Flors presents a la tomba de Shanidar IV
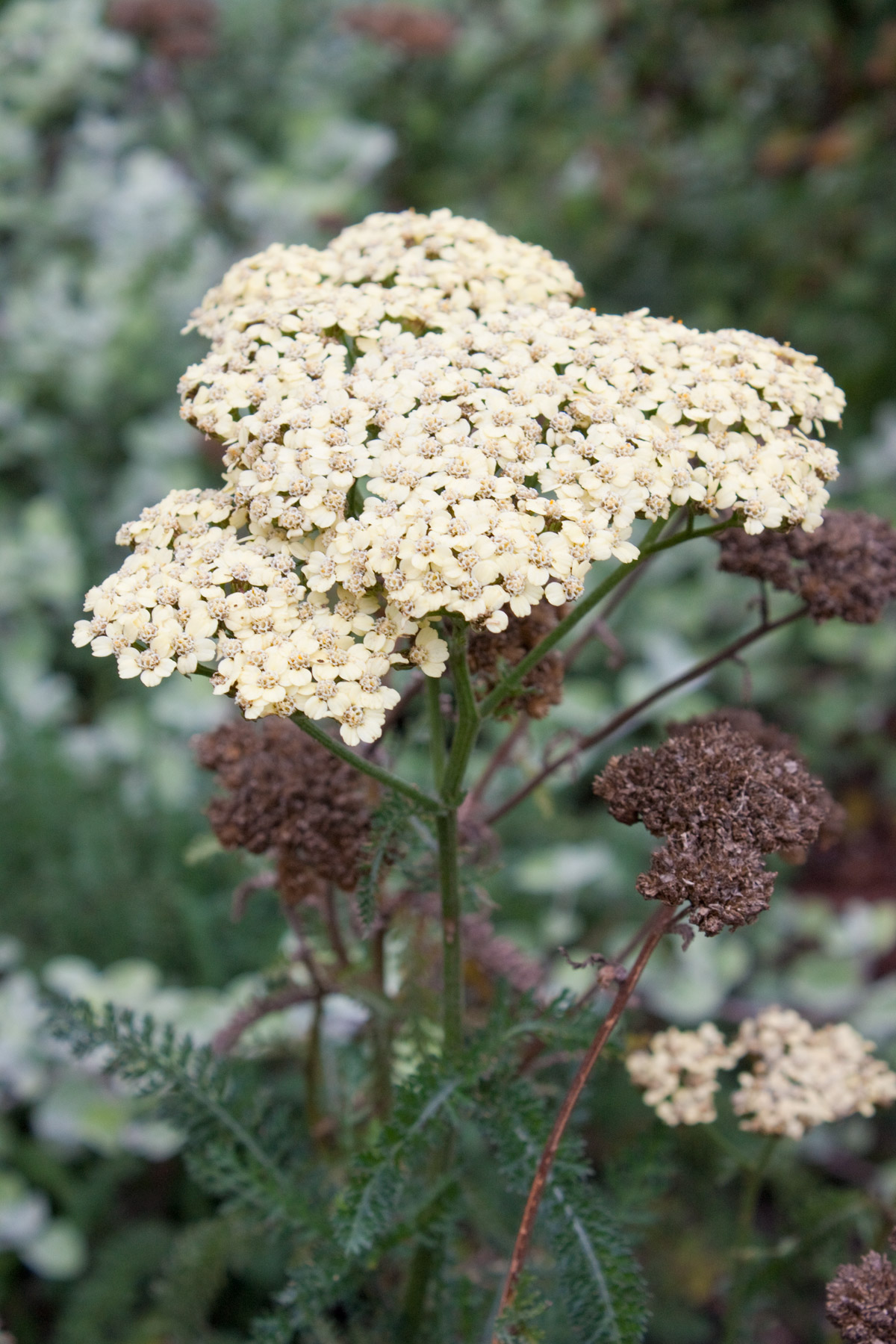
Aquil·lea
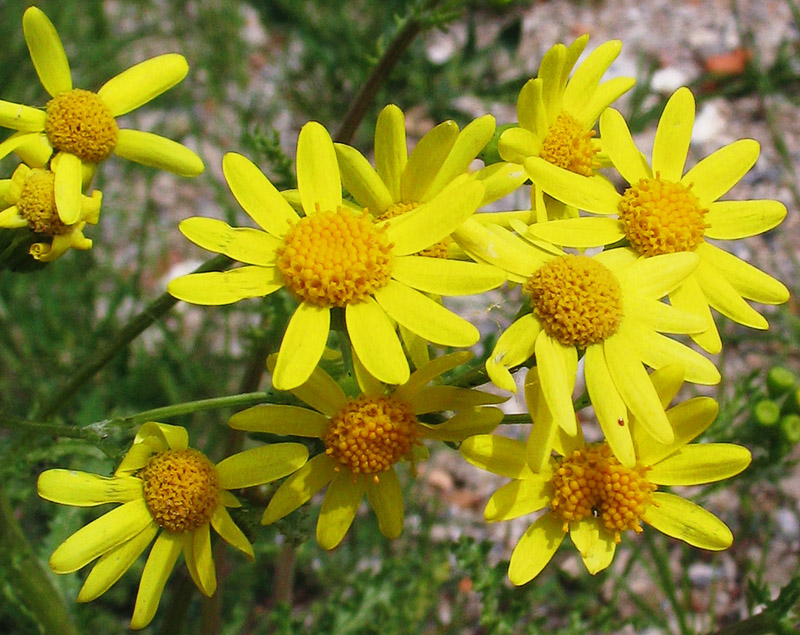
Herba cana
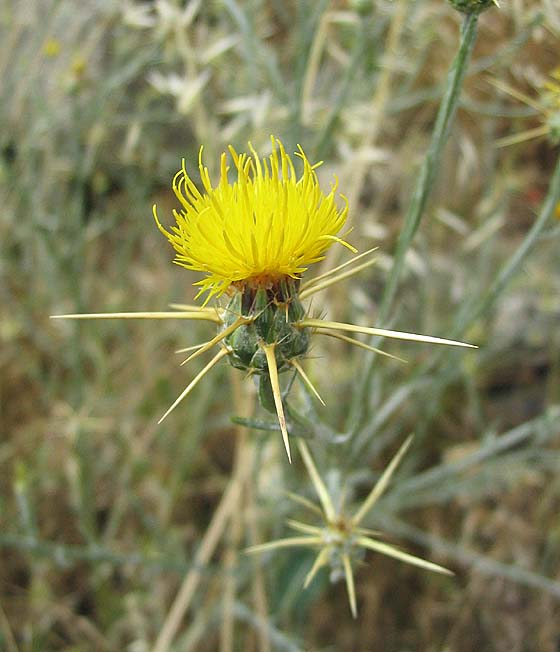
Floravia
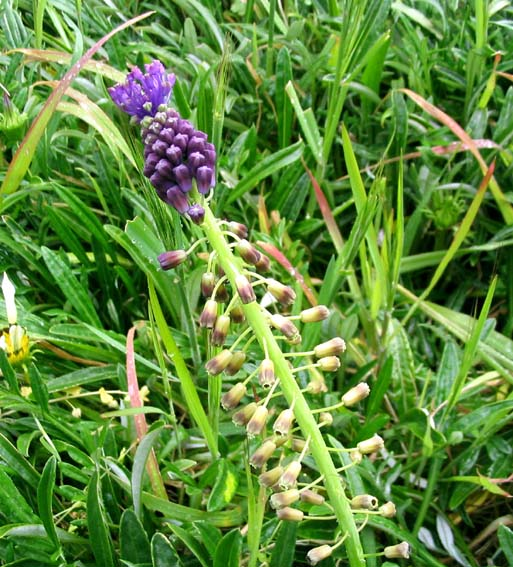
Muscari
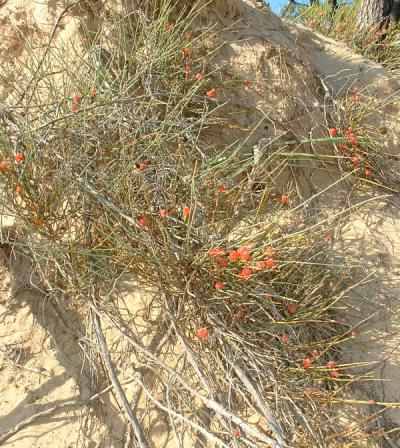
Efedra
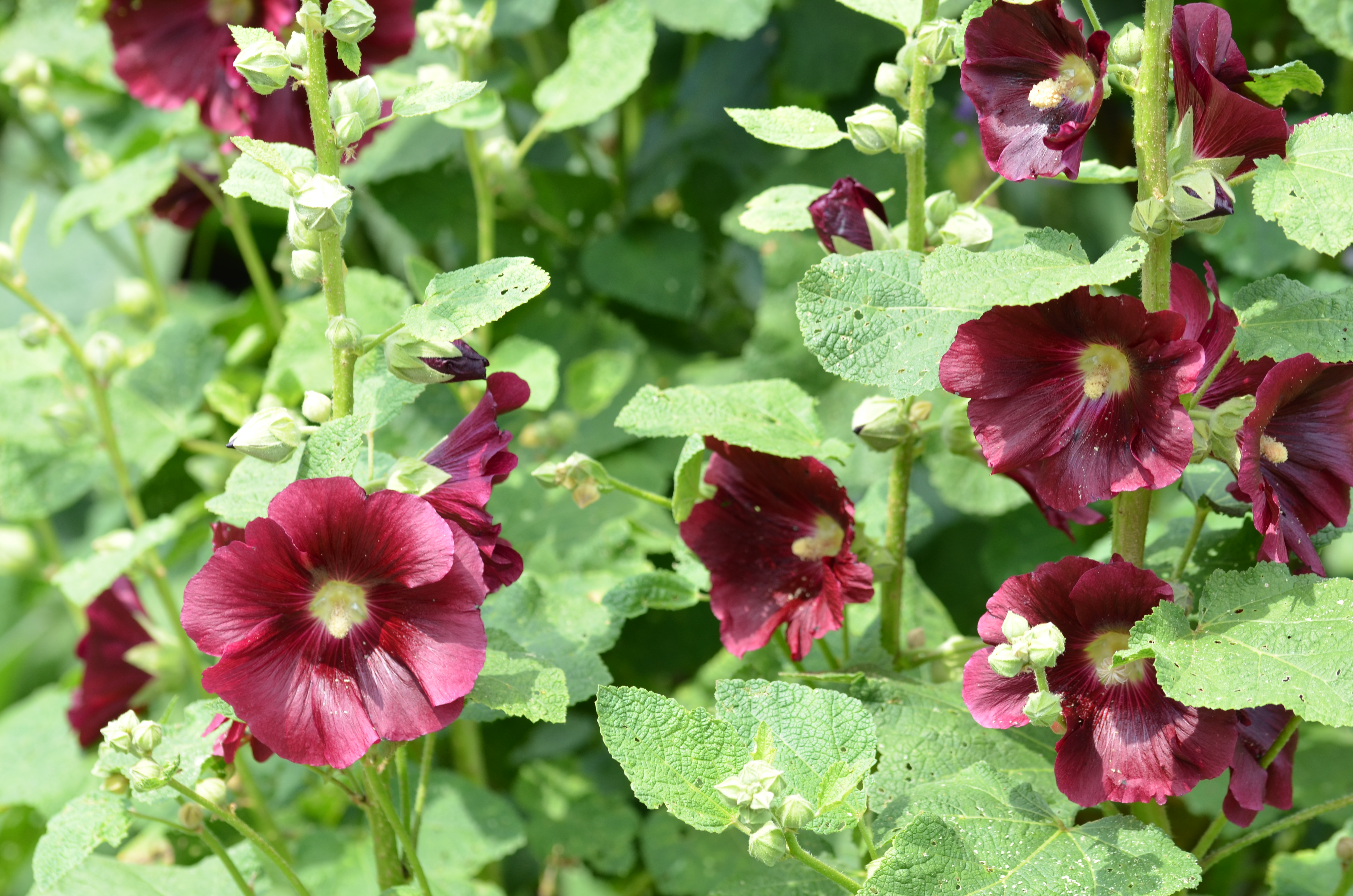
Malva

També s'ha observat que la majoria d'aquestes plantes tenen propietats medicinals; els seus poders diürètics, estimulants, astringents i les seves propietats antiinflamatòries es coneixen des d'antic. Alguns autors han plantejat la possible condició xamànica de la persona enterrada.
Un estudi de l'any 1999 va suggerir que el pol·len de Shanidar IV podria haver estat el resultat de l'acumulació d'un animal excavador: Es van trobar a la vora alguns caus d'un rosegador similar a un jerbus. Aquest rosegador acumula un gran nombre de llavors i flors en determinats llocs de la seva lloriguera. Aquest element, juntament amb l'absència aparent de cap tractament ritual per als altres esquelets de la cova, podria indicar que la presència de flors a Shanidar IV podria tenir un origen natural i no antròpic. La rèplica dels autors contraris a aquesta teoria, plantegen que la presència de pol·len únicament associat a un sol cos i no en tots demostraria precisament la naturalesa antropogènica del dipòsit de flors i la seva importància especial per als autors.